# Arbeitskreis Säkularität und Humanismus in der SPD
Der Arbeitskreis Säkularität und Humanismus in der SPD (AKSH) ist eine seit 2022 anerkannte Interessensvereinigung innerhalb der Sozialdemokratischen Partei Deutschlands (SPD). Sprecher sind die Bundestagsabgeordnete Carmen Wegge und die ehemalige Berliner Staatssekretärin Sabine Smentek.

## Geschichte
Die Haltung zum Säkularismus und Laizismus in der SPD ist seit Gründung der Partei verschiedenen Wandlungen unterworfen. Jüngere Bemühungen um Stärkung dieser politischen Richtung gibt es seit einem Aufruf des Jahres 2007 im SPD-Parteiportal und der nachfolgenden Selbstorganisation von laut Eigenangaben über 400 SPD-Mitgliedern in einem Netzwerk LaizistInnen in der SPD. Im Oktober 2010 wurde auf einem bundesweiten Treffen beschlossen, die Gründung und offizielle Anerkennung eines Arbeitskreises durch den SPD-Parteivorstand anzustreben. Zu dem Netzwerk des „Arbeitskreises in Gründung“ gehörten der spätere AKSH-Gründungsvorstand Rolf Schwanitz sowie Gerd Andres, Doris Barnett, Ingrid Matthäus-Maier und Carsten Schneider.
Laut Selbstverständnis richtete sich der geplante Arbeitskreis an konfessionsfreie, humanistische, atheistische und agnostische SPD-Mitglieder, war jedoch auch für religiöse SPD-Mitglieder offen. Er verstand sich als Interessensvereinigung für alle, die für die Trennung von Staat und Religion und einen religiös-weltanschaulich neutralen Staat einträten. Laut einer statistischen Auswertung sprach der geplante Arbeitskreis die Interessen von über 150.000 konfessionsfreien SPD-Mitgliedern an.
Während der Parteivorstand für religiöse Mitglieder den Arbeitskreis Christinnen und Christen in der SPD, den Arbeitskreis jüdischer Sozialdemokratinnen und Sozialdemokraten und den Arbeitskreis muslimischer Sozialdemokratinnen und Sozialdemokraten offiziell anerkannte und förderte, stieß diese Initiative hingegen beim SPD-Vorsitzenden Sigmar Gabriel und der SPD-Generalsekretärin Andrea Nahles auf Ablehnung. Die Webseite des geplanten Arbeitskreises wurde abgeschaltet. Von verschiedenen Beobachtern wurde für den Ablehnungskurs der Parteispitze ein „pro-religiöser Konsens“ und „Rücksicht auf die Kirchen“ ausgemacht.
In den Folgejahren kam es auf kommunaler Ebene zu offiziellen Anerkennungen durch untere SPD-Gliederungen, so 2012 in Heidelberg und später in Freiburg, Berlin, Düsseldorf und Mettmann.
Nach erneuten Bemühungen um offizielle Anerkennung wandte sich im März 2019 der SPD-Generalsekretär Lars Klingbeil in einem Brief an den späteren AKSH-Gründungsvorstand Gerhard Lein, der das mittlerweile unter dem Namen Säkulare Sozialdemokrat_innen firmierende Netzwerk vertrat, und verbot den Mitgliedern unter anderem, öffentlich als „Sozialdemokraten“ aufzutreten.
Ende 2019 veröffentlichten aus dem Netzwerk Säkulare Sozialdemokrat_innen Herausgeber um die frühere islampolitische Sprecherin der SPD-Bundestagsfraktion, Lale Akgün, in einem Verlag der Friedrich-Ebert-Stiftung die programmatische Schrift säkular. sozial. demokratisch. Ein Plädoyer für die Trennung von Religion und Politik.
Klingbeils Nachfolger als SPD-Generalsekretär, Kevin Kühnert, war seit mehreren Jahren einer der Unterstützer des geplanten Arbeitskreises und wurde zum Wegbereiter der offiziellen Anerkennung.
Auf dem SPD-Bundesparteitag vom Dezember 2021 wurde die Einrichtung des Arbeitskreises Säkulare Sozialdemokratinnen und Sozialdemokraten beschlossen und zur Umsetzung an den SPD-Parteivorstand überwiesen. Anfang April 2022 wurde unter verändertem Namen der Arbeitskreis Säkularität und Humanismus in der SPD (AKSH) offiziell anerkannt.

## Organisation
Seit der Gründungsversammlung im Willy-Brandt-Haus vom 12. Oktober 2022 sind Carmen Wegge und Sabine Smentek Sprecherinnen des Bundesvorstandes. Des Weiteren gehören dem Vorstand u. a. an (September 2024): Lale Akgün, Gerhard Lein, Amardeo Sarma und Melanie Wegling. Die Geschäfte des AKSH werden beim SPD-Parteivorstand geführt. Ein Austausch mit den religiösen Arbeitskreisen der SPD findet regelmäßig statt.